# Mistrzostwa Europy w Lekkoatletyce 2012 – bieg na 10 000 m kobiet
Bieg na 10 000 metrów kobiet – jedna z konkurencji rozegranych na Stadionie Olimpijskim w Helsinkach podczas lekkoatletycznych mistrzostw Europy.

## Terminarz
| Data    | Godzina |       |
| ------- | ------- | ----- |
| 1 lipca | 17:25   | Finał |

## Rekordy
Tabela prezentuje rekord świata, rekord Europy, rekord mistrzostw Europy, a także najlepsze rezultaty na świecie i w Europie w sezonie 2012 przed rozpoczęciem mistrzostw.
|                          | Zawodnik                    | Wynik    | Miejsce   | Data                  |
| ------------------------ | --------------------------- | -------- | --------- | --------------------- |
| Rekord świata            | Wang Junxia                 | 29:31,78 | Pekin     | 8 września 1993(dts)  |
| Rekord Europy            | Elvan Abeylegesse           | 29:56,34 | Pekin     | 15 sierpnia 2008(dts) |
| Rekord mistrzostw Europy | Paula Radcliffe             | 30:01,09 | Monachium | 6 sierpnia 2002(dts)  |
| Listy światowe           | Tirunesh Dibaba             | 30:24,39 | Eugene    | 1 czerwca 2012(dts)   |
| Listy europejskie        | Jelizawieta Grieczisznikowa | 31:07,88 | Moskwa    | 11 czerwca 2012(dts)  |

## Rezultaty

### Finał
| Poz. | Zawodniczka             | Kraj            | Czas     | Uwagi |
| ---- | ----------------------- | --------------- | -------- | ----- |
|      | Ana Dulce Félix         | Portugalia      | 31:44,75 |       |
|      | Joanne Pavey            | Wielka Brytania | 31:49,03 |       |
|      | Olha Skrypak            | Ukraina         | 31:51,32 | NUR   |
| 4    | Fionnuala Britton       | Irlandia        | 32:05,54 |       |
| 5    | Sabrina Mockenhaupt     | Niemcy          | 32:16,55 |       |
| 6    | Charlotte Purdue        | Wielka Brytania | 32:28,46 |       |
| 7    | Ana Dias                | Portugalia      | 32:35,82 |       |
| 8    | Elena Romagnolo         | Włochy          | 32:42,31 |       |
| 9    | Gemma Steel             | Wielka Brytania | 32:46,32 |       |
| 10   | Leonor Carneiro         | Portugalia      | 33:05,92 | PB    |
| 11   | Lidia Rodríguez         | Hiszpania       | 33:09,53 |       |
| 12   | Tatiana Hołowczenko     | Ukraina         | 33:18,15 |       |
| 13   | Marta Silvestre         | Hiszpania       | 34:21,24 |       |
| 14   | Patricia Morceli Bühler | Włochy          | 34:24,82 |       |
| –    | Nadia Ejjafini          | Włochy          | DNF      |       |
| –    | Krisztina Papp          | Węgry           | DNF      |       |